# Harper Glacier
Harper Glacier är en glaciär i Antarktis. Den ligger i Östantarktis. Nya Zeeland gör anspråk på området. Harper Glacier ligger 1 972 meter över havet.
Terrängen runt Harper Glacier är bergig åt sydväst, men åt nordost är den kuperad.  Trakten är obefolkad. Det finns inga samhällen i närheten.